# Necrobreed
Necrobreed är det franska brutal death metal-bandet Benighteds åttonde studioalbum, utgivet i februari 2017 på Season of Mist. Albumet gavs även ut i digiboxutgåva.
Tre nya medlemmar hade tillkommit sedan förra skivsläppet: Gitarristen Emmanuel Dalle, basisten Pierre Arnoux och trummisen Romain Goulon.
Necrobreed gästades av Trevor Strnad (The Black Dahlia Murder) som bidrog med gästsång.
Musikvideor spelades in till "Reptilian" och "Leatherface".

## Låtlista
1. "Hush Little Baby" (instrumental) – 1:08
2. "Reptilian" – 3:16
3. "Psychosilencer" – 3:31
4. "Forgive Me Father" – 4:16
5. "Leatherface" – 3:23
6. "Der Doppelgänger" – 3:48
7. "Necrobreed" – 1:28
8. "Monsters Make Monsters" – 3:35
9. "Cum with Disgust" – 3:09
10. "Versipellis" – 2:49
11. "Reeks of Darkened Zoopsia" – 3:15
12. "Mass Grave" – 4:50

Bonusspår på digiboxutgåvan
1. "Biotech Is Godzilla" (Sepultura-cover) – 1:52
2. "Christraping Black Metal" (Marduk-cover) – 3:06

## Medverkande
Musiker
- Julien Truchan – sång
- Olivier Gabriel – gitarr
- Emmanuel Dalle – gitarr
- Pierre Arnoux – basgitarr, bakgrundssång
- Romain Goulon – trummor

Bidragande musiker
- Trevor Strnad – sång
- Asphodel – spoken word
- Arnaud Dhénain – sång

Produktion
- Kristian Kohlmannslehner – producent, inspelningstekniker, mixning, mastering
- Kai Stahlenberg – inspelningstekniker
- Brian Eschbach – inspelningstekniker
- Pierre Jacou – inspelningstekniker
- Gary Ronaldson – albumkonst
- Morgane Khouni – foto